# Cuisine togolaise
La cuisine togolaise est particulièrement riche, étant donné la grande diversité ethnique de ce pays. Elle est très réputée (en particulier la cuisine du sud Togo) dans toute l'Afrique, et surtout en Afrique de l'Ouest et en Afrique centrale. Cette dispersion a été permise grâce à des femmes togolaises qui, ayant voyagé dans différents pays, ont cuisiné selon leurs traditions culinaires. Leurs descendantes ont ainsi perpétué ces traditions restées presque intactes aujourd'hui,,.

## Cuisine du Sud-Togo

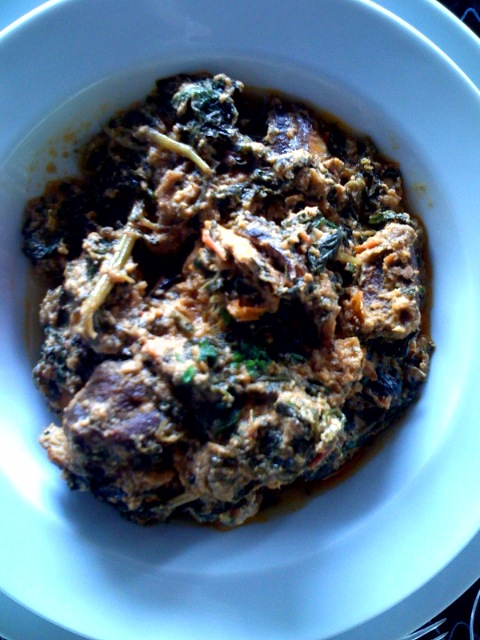
Gboma déssi.

### Entrées
- Salade de papaye
- Salade de tomates et oignons
- Salade d'avocats à la sole
- Salade d'avocats coupés en cubes. Elle s'accompagne généralement de tomates, d'œufs durs et d'oignons.

### Sauces
- Fétri déssi: (fétri = gombo; déssi = sauce): cette sauce gombo peut s'agrémenter d'huile de palme ou d'une autre huile; dans le premier cas elle prendra la couleur rouge orangée typique de l'huile de palme. On peut y rajouter de la viande de bœuf, des crevettes, du crabe; à la place du bœuf, on peut mettre du poisson fumé, des fois en même temps toutes sortes de viande: poissons divers, viandes diverses, crustacés divers.Fétri déssi

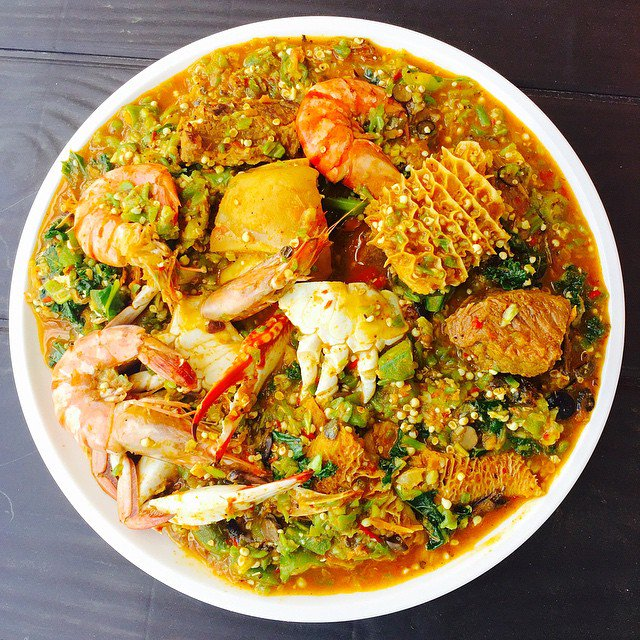
Fétri déssi

- Gboma déssi: (gboma = épinards, déssi = sauce); à base de feuilles de gboma, on y rajoute les mêmes crustacés, de la viande ou du poisson fumé, etc.
- Adémè (Corchorus olitorius) déssi: à base de feuilles vertes, on peut y mettre de l'huile de palme ou autres, avec poisson fumé, viande, crevettes, crabe, etc.
- Egoussi déssi: sauce (= déssi) épaisse et compacte faite de graines moulues d'égoussi (egusi), de feuilles de gboma (épinard local), tomates, oignons, piment, huile, viandes, Akpanman (peau ramolli, attendri, de bœuf) crustacés, épices.Egoussi déssi

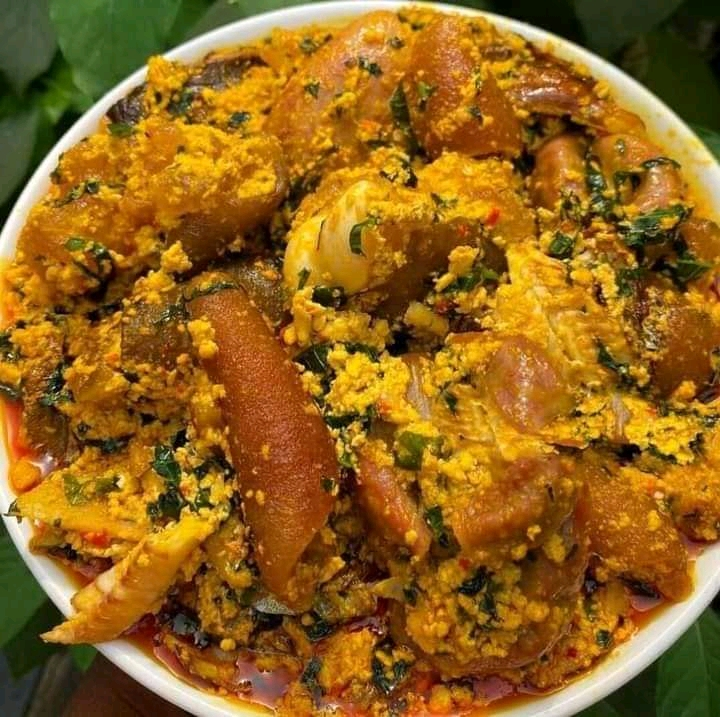
Egoussi déssi

- Gbôh-lan déssi: gbôh-lan = viande (lan) de chèvre (gbôh/ égbôh), déssi = sauce (ici à base de purée de tomate et autres épices et assaisonnements.
- Alin déssi: alin-lan = viande (lan) de mouton (alin), déssi = sauce (ici très variée, et des fois à base d'arachides notamment)
- Gni-lan déssi: déssi (= sauce) de tomates, avec ajout de viande (= lan) de bœuf (= gni).
- Gni-fôti déssi: déssi (= sauce) de tomates, avec viande de pied (= fôti) de bœuf (= gni).
- Agbanmé déssi: sauce (=déssi) légère de tomates avec des émincés de bœuf ou du poisson et ajout d'un peu d'huile.
- Dékou déssi: sauce (= déssi) graine à base de Noix de palme (= dékou) arrangée avec tripes, viande de bœuf, poisson, épices.
- Yébéssé-si: sauce (= 'si) de yébéssé (= piment): tomate fraîche écrasée en purée pimentée, sans cuisson, avec de l'oignon et un zeste d'huile et autres assaisonnements.
- Han-lan déssi: sauce (= déssi) de tomates avec de la viande (= lan) de porc (= han).
- Hô-lan déssi: sauce (= déssi) de tomate avec de la viande (=lan) fumée d'Agouti (= hô).
- Azin'g déssi: sauce à base de pâte d'arachide. Accompagnements: riz, morceaux d'igname cuits, ou encore foufou (pâte d'igname pilée).

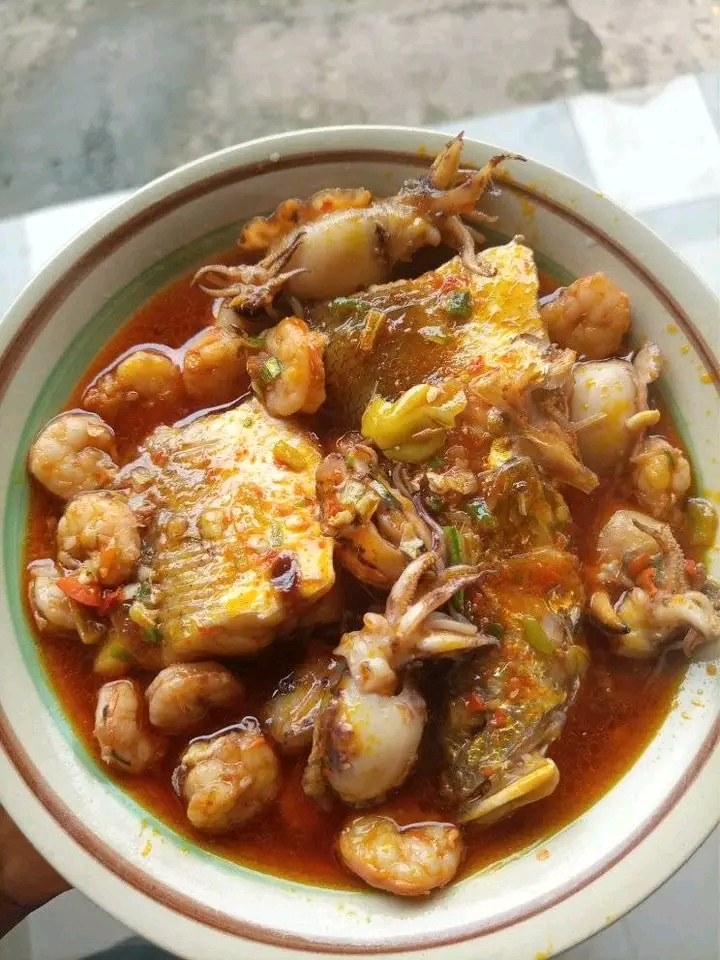
Lanmoumou déssi

- Lan-moumou déssi: sauce (= déssi) à base de tomates et autres assaisonnements, avec de la chair/morceaux (= lan) frais (= moumou) de poisson.Lanmoumou déssi
- Kanlanmi déssi:sauce (= déssi) à base de tomates et autres assaisonnements, avec du poisson frit.
- Dowèwi déssi: sauce (= déssi) avec des anchois frais (en sauce blanche et pâteuse) ou fumés.Doèvi déssi ( aux anchois fumés)

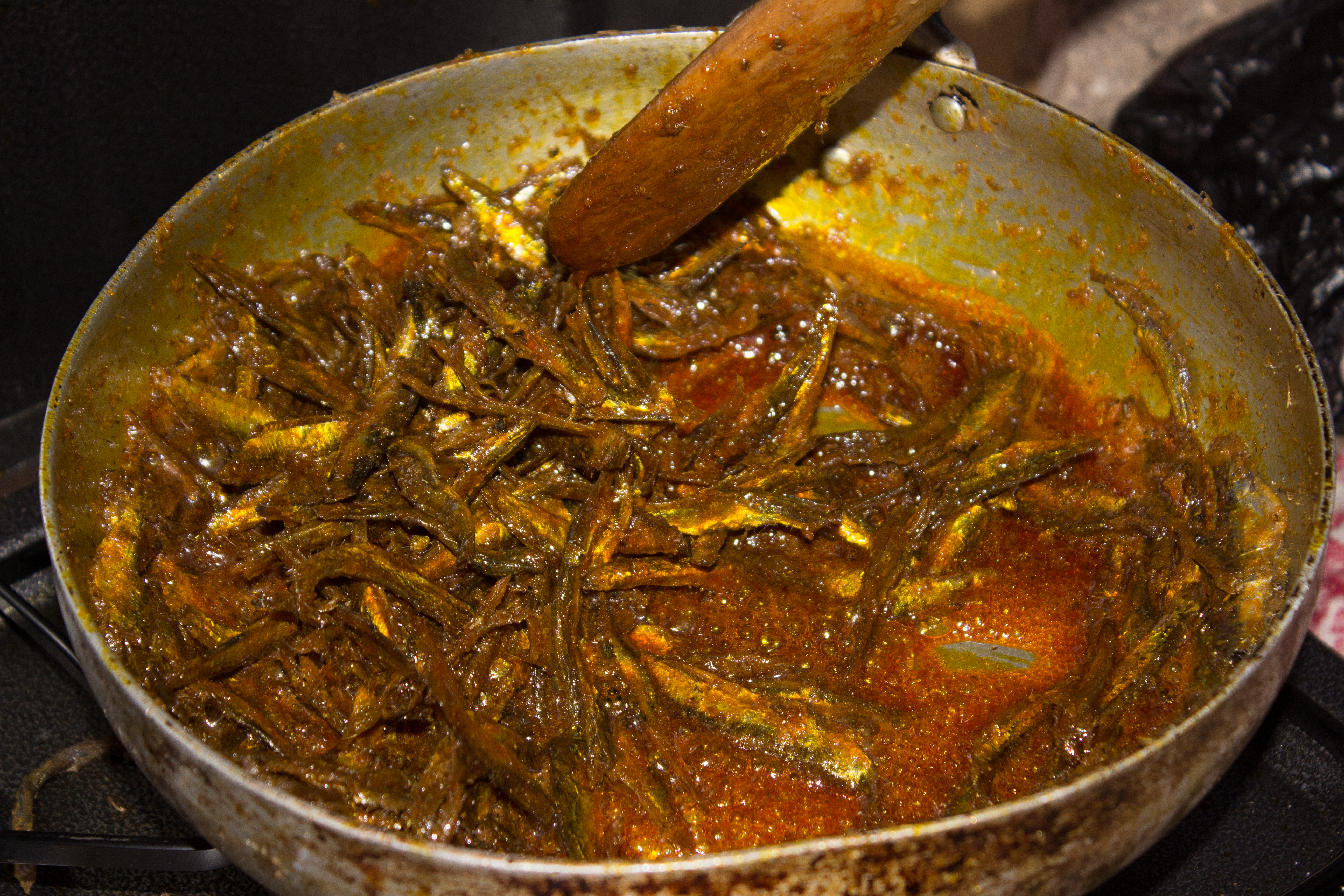
Doèvi déssi (aux anchois fumés)

- Gbékui déssi: une sauce (= déssi) de texture plutôt compacte, faite de différentes feuilles vertes telles que gboma (un épinard local), avouvo ou fontêtê (Amaranthus palmeri), samboé[4] (Cleome gynandra), agrémentée de crustacés, de viande de bœuf, ou de poisson séché ou fumé.
- Déssi hé: sauce (= déssi) blanche (= hé), donc sans tomates, faite de légumes et poissons.

### Plantes et legumes utilisées
Plusieurs plantes sont utilisées dans la préparation des différentes sauces du Togo : l'ademè, aloma, gboma etc.

### Grillades
- Han-vi dokpome: porcelet (= han-vi) au four (= dokpomé)
- Koklo mêmêh: poulet (= koklo) braisé (= mêmêh), marinade de sauce tomate.
- Akpavi mêmêh: poisson (= akpavi) grillé (= mêmêh): s'accompagne d'une sauce tomate et/ou d'un assortiment de légumes (tels que des poivrons, des oignons, des tomates, des carottes, coupés dans les formes que l'on veut en fonction de la présentation du plat) que l'on fait revenir avec un assaisonnement.

### Pâtes
- Akoumé: pâte populaire (à base de farine de maïs) obtenue après cuisson à l'eau, et servie en accompagnement principal de diverses sauces. Il en existe deux modes de cuisson: *éwɔ-koumé (éwɔ = farine; koumé = raccourci de akoumé): dans ce mode, la farine sèche est directement versée dans l'eau bouillante et touillée jusqu'à cuisson complète et obtention d'une pâte bien ferme; il prend le nom de konkontè, si, (au lieu de farine sec de maïs) est préparé avec du manioc cru séché, concassé, réduit en fine poudre; le konkontè, très populaire aussi au Ghana, est proche du amala (des Yoruba); *émá-koumé (émá = pâte crue; koumé = raccourci de akoumé): ici la farine est d'abord tamisée, débarrassée du son, puis mise à tremper et fermenter; la pâte pure (obtenue par décantation) est récupérée et (phase culinaire) est diluée dans de l'eau froide, portée à ébullition progressive en remuant jusqu'à évaporation et cuisson complète avec obtention d'une pâte très blanche et moins lourde; il est renommé agbélimá-koumé, s'il est cuit à partir de agbélimá (pâte fraiche crue de manioc); agbélimá-koumé est similaire au placali de Côte d'Ivoire. Selon les régions (ou l'envie) le akoumé peut aussi être préparé avec d'autres céréales comme le mil et le sorgho. Akoumé (de langue Guin) est le même que akplè (de langue Ewe) ou banku (de langue Gã), est proche du tô (du Burkina Faso).Akoumé + adémè déssi

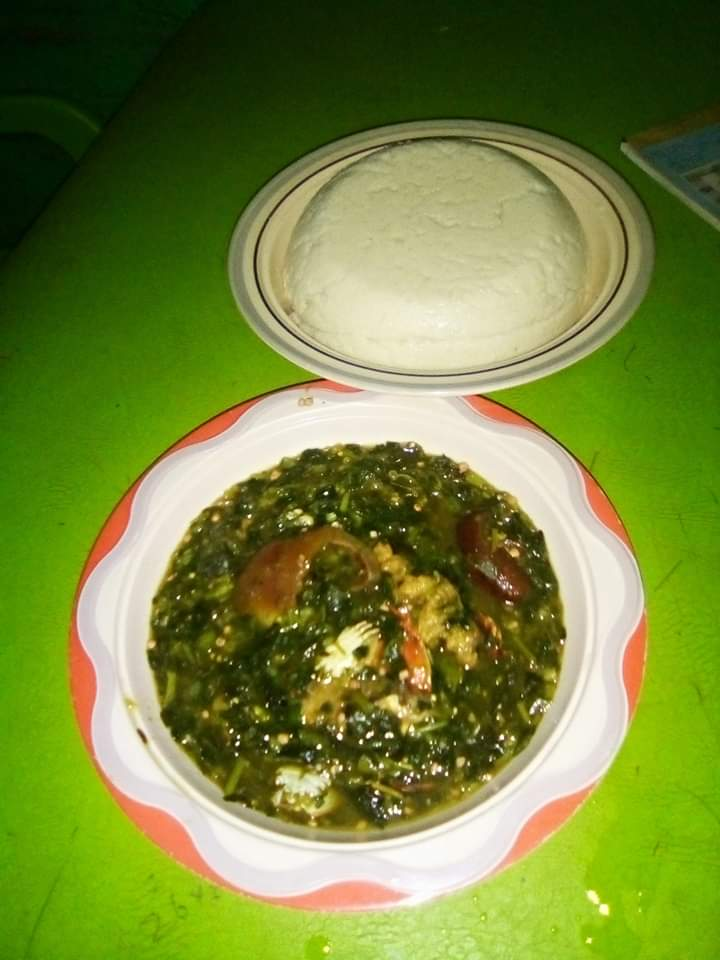
Akoumé + adémè déssi

- Djenkoumé: (djé = sel; koumé = raccourci de akoumé) ou amiwɔ̌ au Bénin: pâte (de farine de maïs) cuite dans l'eau bouillante salée et assaisonnée, ou le jus réservé de cuisson de viande. En fait c'est de l'akoumé arrangé pour être dégusté (sans besoin de sauces), avec juste des morceaux de viande, généralement du bœuf et/ou du poulet frits ou bouillis.
- Kom (Dokounou ou come): boulettes à base de pâte précuite de farine complète de maïs fermenté, moulées dans des enveloppes d'épis de maïs puis cuites de nouveau à la vapeur; accompagnement: poisson frit et un piment spécial dit "piment noir" appelé en langue locale yébéssé fionfion.(yébéssé = piment; fionfion = torréfié/très cuit). Le nom kom est très courant aussi au Ghana (dans la communauté ewe) mais l'appellation la plus utilisée (d'origine peuple gã) est kenkey.Kom + crevettes et petits poissons frits

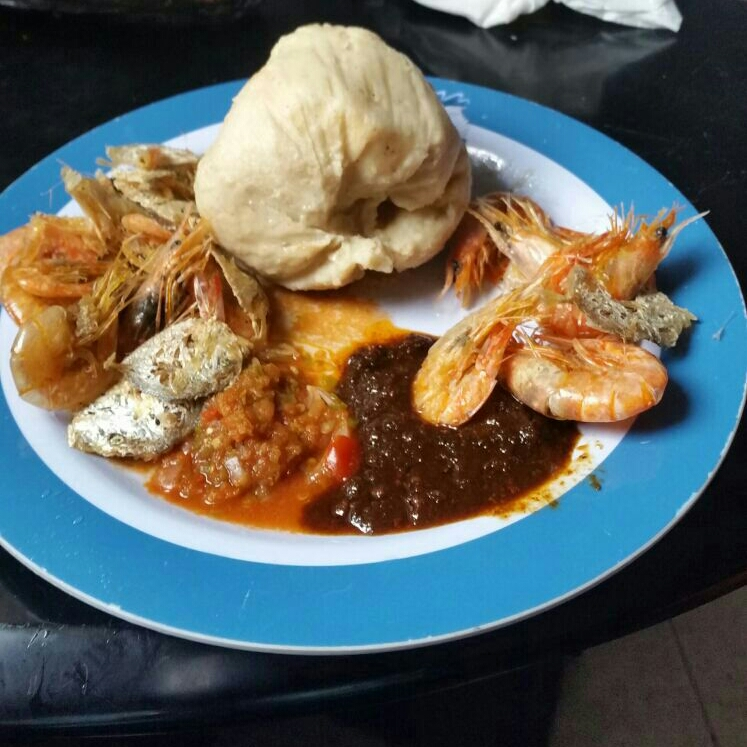
Kom + crevettes et petits poissons frits

- Ablo: une galette de maïs; feuilletée, cuite à la vapeur, légèrement sucrée; il en existe aussi une variante à base de riz.
- Akpan: boule moelleuse, au goût légèrement acidulé, réalisée à base de farine complète de maïs fermenté; enveloppée dans une feuille de bananier, elle est cuite à la vapeur.Akpan

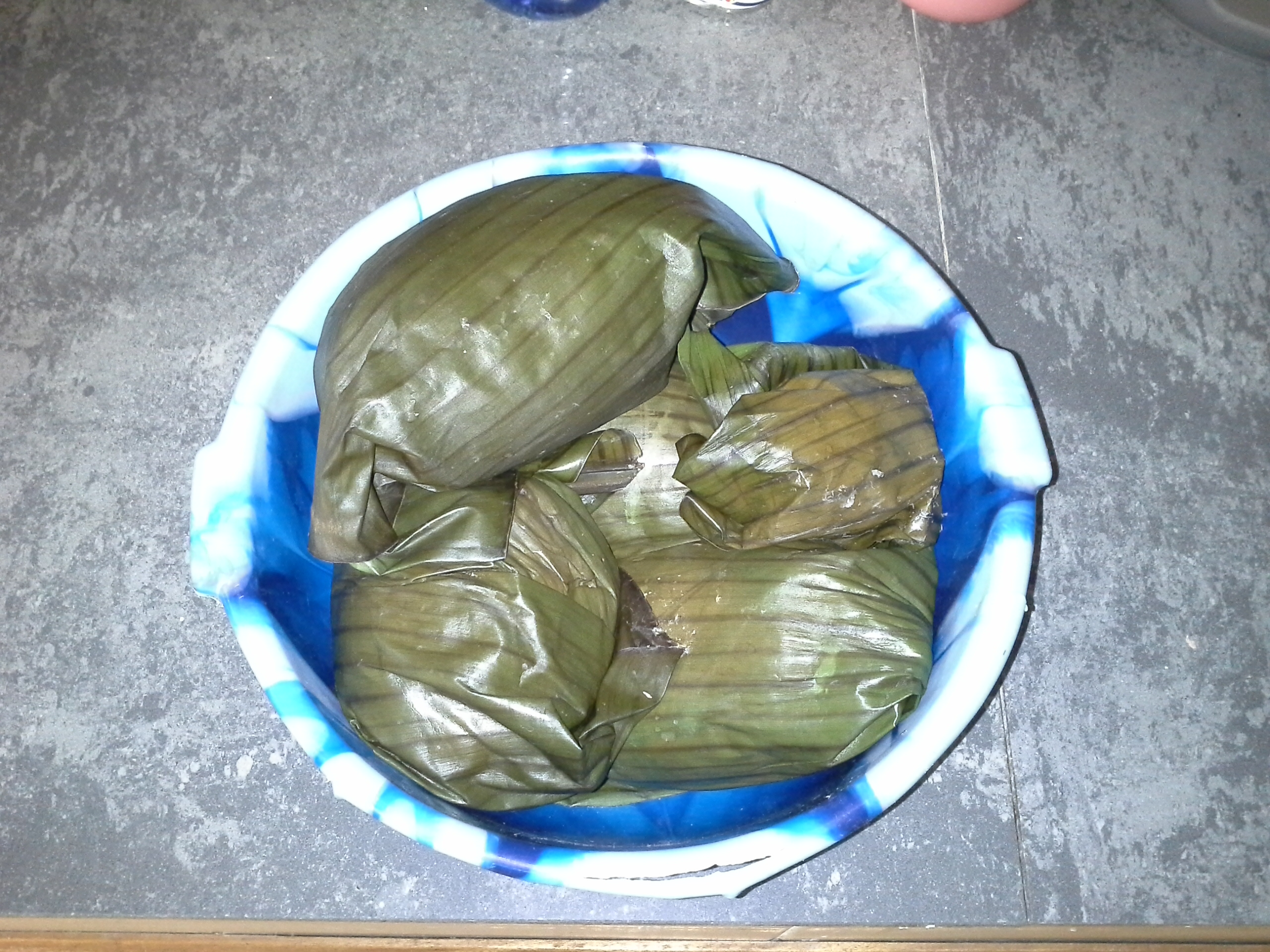
Akpan

- Egblin: boule à base de crème de maïs très fermenté; enveloppée dans des feuilles de manioc, elle est cuite à la vapeur.
- Foufou (foufoui, fufu): très populaire dans toute l'Afrique de l'Ouest; purée (de texture légère, élastique, fondante) d'igname ou de manioc, banane plantain, taro, bouillis puis traditionnellement pilés dans un mortier en bois; se déguste en sauce claire de poisson, bœuf ou poulet, ou en sauce graine (= dékou-déssi).Foufou

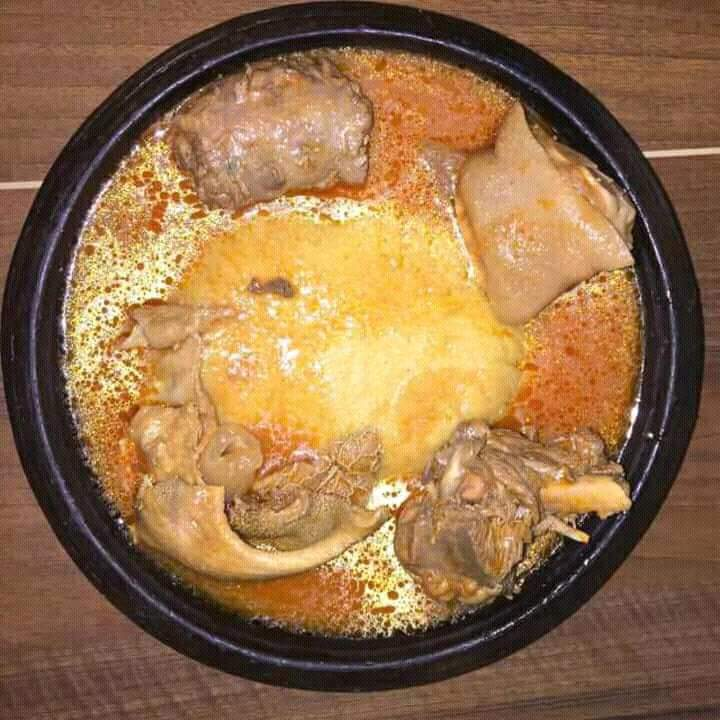
Foufou

Toutes ces préparations de pâtes, boulettes, tubercules, galettes feuilletées, s'accompagnent de sauces diverses (voir liste plus haut) ou juste avec des morceaux ou des émincés de bœuf, mouton, porc, volaille, poisson, frits ou fumés, et d'un peu de purée de piment rouge et/ou vert.

### Autres
- Yaka-Yèkè: couscous très fin à base de maïs; c'est le plat phare partagé et consommé lors d'une des fêtes les plus importantes de la région côtière: Epé-ékpé[5]; accompagnement du gboh-lan déssi (sauce viande de chèvre), alin-déssi (sauce de mouton), ou gni-lan déssi (sauce de bœuf).
- Éteh-bá (en raccourci: tébá): une purée (= bá) d'igname (=éteh) qui conserve cependant des morceaux moelleux et fondants; se mange accompagnée d'une sauce tomate arrangée avec des condiments.Eteh-ba

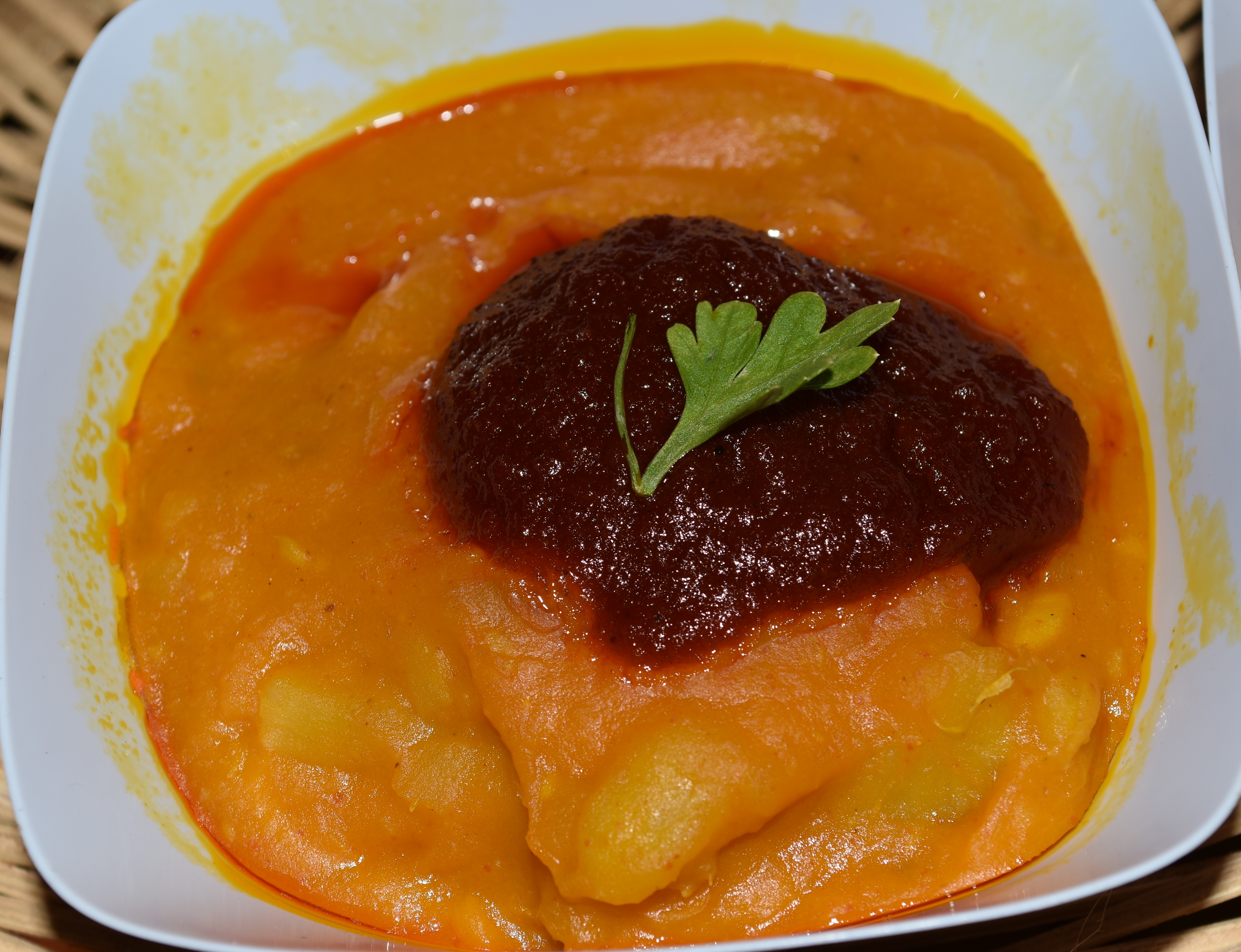
Eteh-ba

- Koliko: frites d'igname accompagnées de sauce piment, diverses viandes au choix, volailles, brochettes, poisson, sardines.Koliko + Amadan , avec pilons de poulets

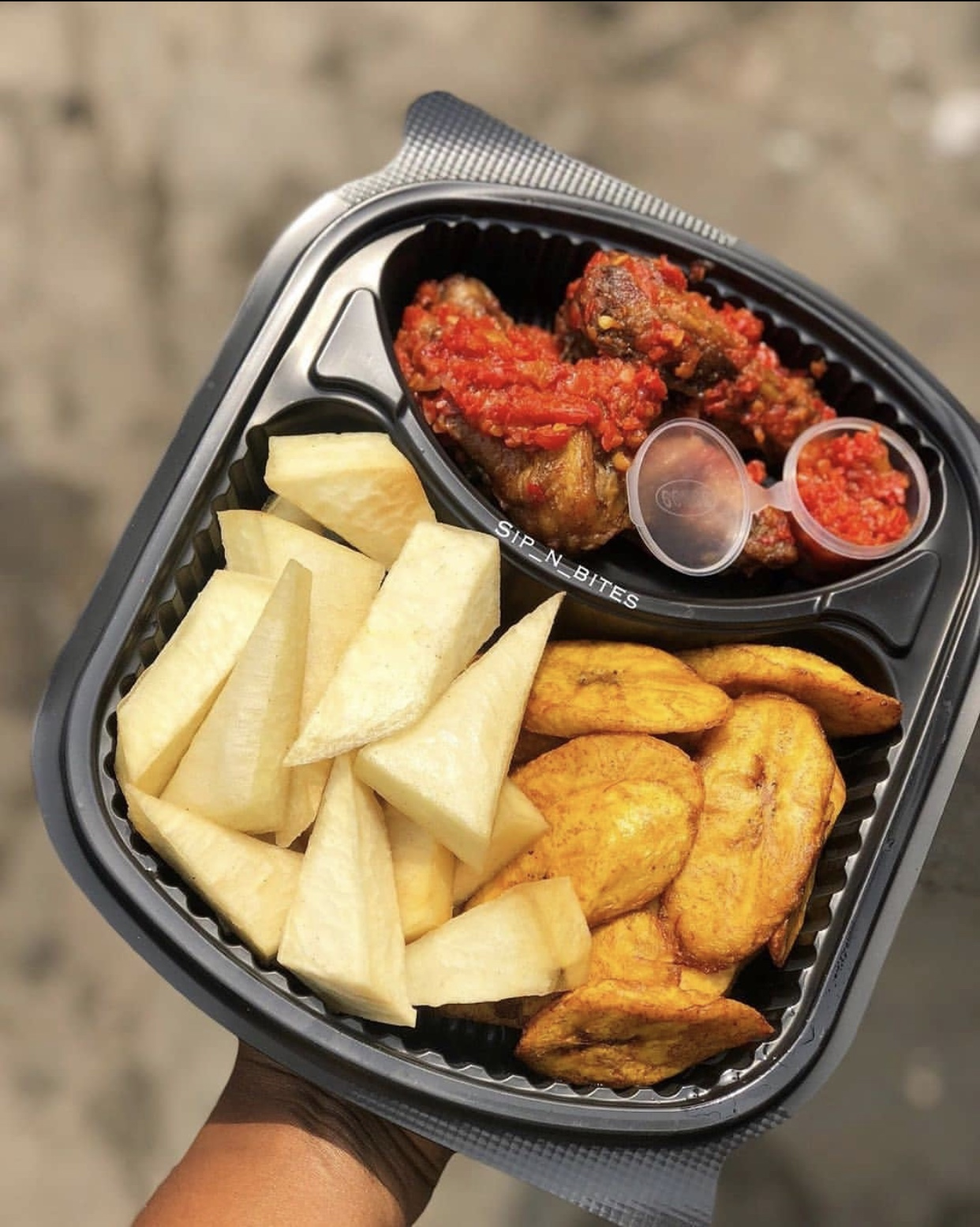
Koliko + Amadan, avec pilons de poulets

- Djé-teh koliko: frites de patates douces (= djé-teh); se déguste avec les mêmes types d'accompagnements que le koliko
- Amadan tôtôh, ou amadan-tɔtɔ: frites de bananes plantain (= amadan) pouvant être accompagnées de la même façon que les deux précédents.Amadan tɔtɔ

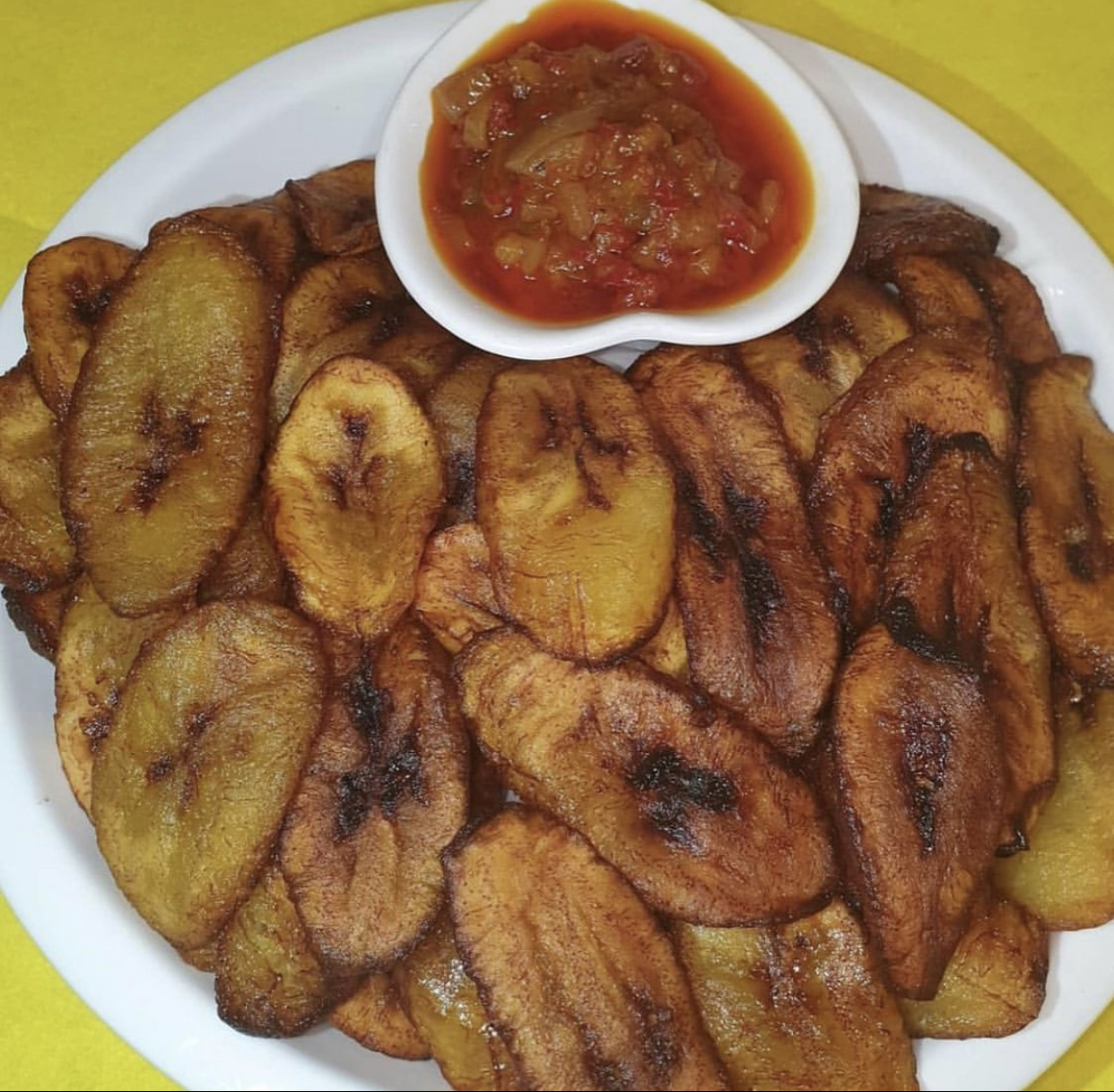
Amadan tɔtɔ

- Kélé wélé: frites de bananes émincées, coupées, généralement plus fines et pimentées; plutôt un amuse-bouche.Kélé wélé

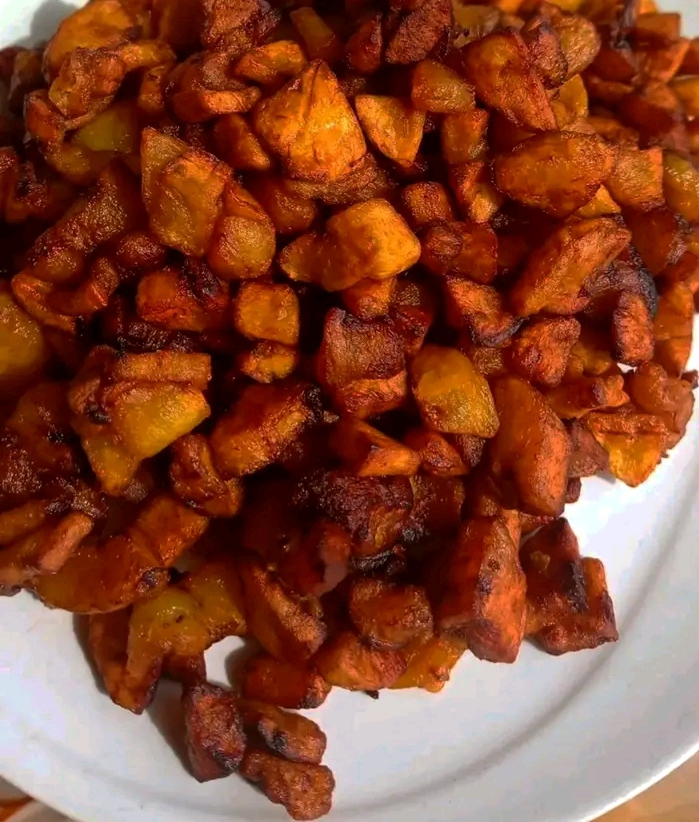
Kélé wélé

- Ayimolou[6] : plat de haricots (= ayih) et de riz (= molou) cuits ensemble.
- Tchitchinga: brochettes se préparant de diverses façons.
- Gaou: beignet de haricots avec du piment et farcis ou non de poivrons, un équivalent des akàrá, acarajé, accras)Gaou

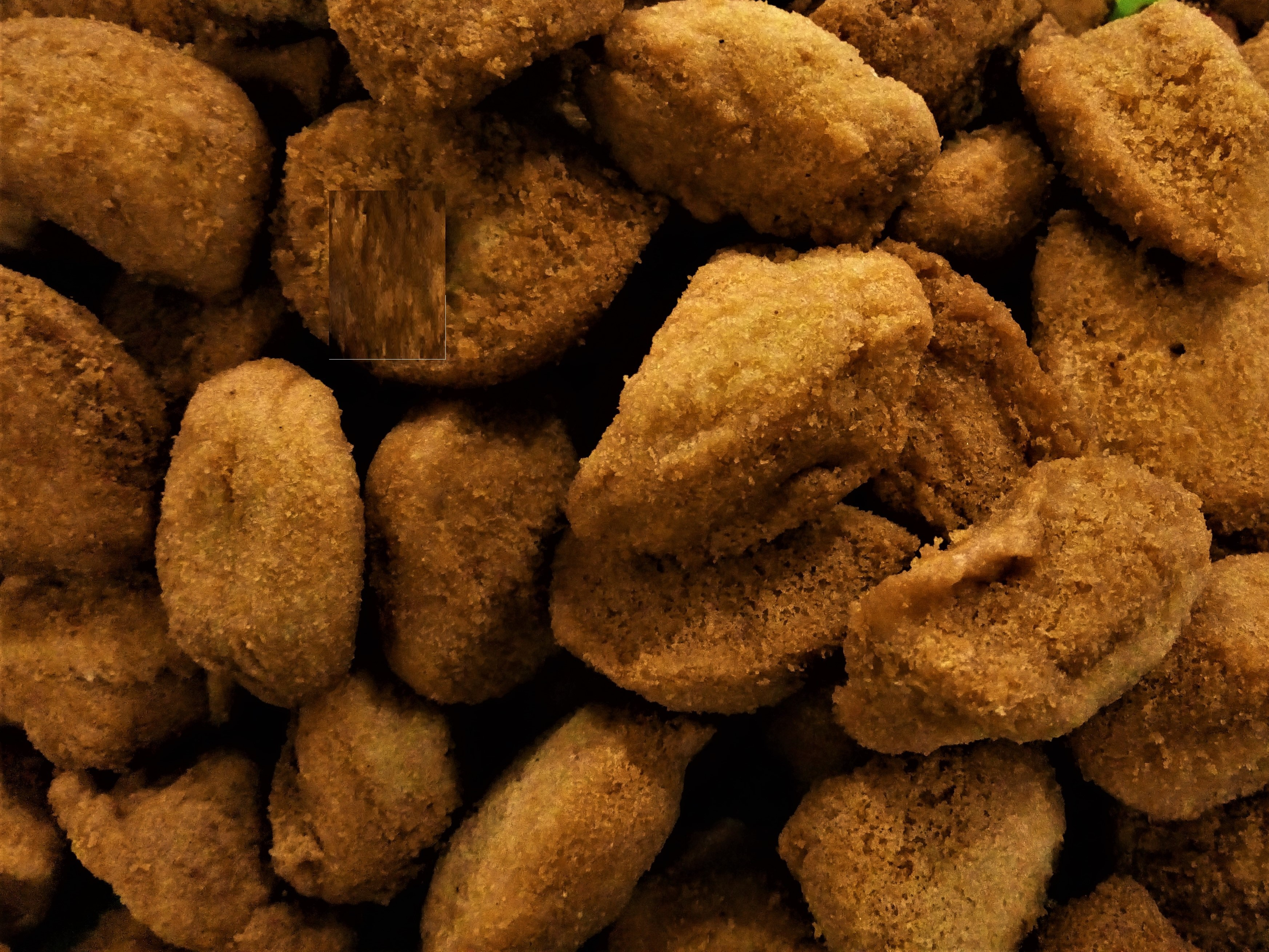
Gaou

- Kpédji-gaou: galette de haricots, garniture de laitue, oignon, tomates, œuf
- Veyih: plat de haricots (= ayih) cuisinés; s'accompagne d'huile végétale et d'oignons frits, ou de confit de tomates (concentrée et/ou fraîche) saisi à l'huile et assaisonné (appelé Nougbagba)Véyih + nougbagba + galli

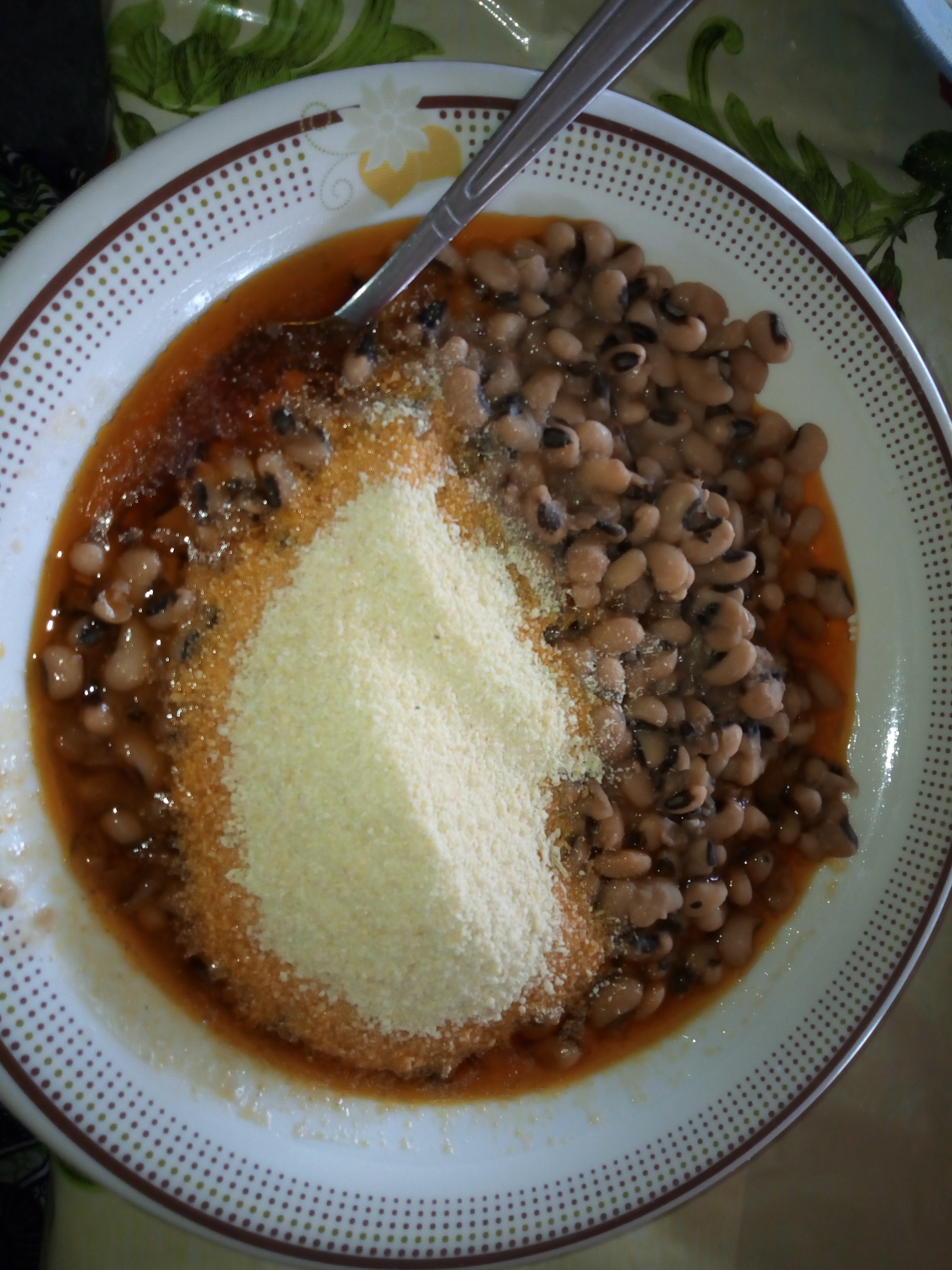
Véyih + nougbagba + galli

- Azin'kokui: nom local du pois bambara; cuisiné jusqu'à obtention idéalement de grains tendres et fondants, il se mange comme le véyih ci-dessus.
- Adowèh: plat de purée de haricots ; se mange accompagné de garri (galli) et d'huile.
- Bolou tôtôh, ou bolou-tɔtɔ: crevettes (= bolou) que l'on a fait revenir dans de l'huile, puis agrémentées de poivrons (vert, jaune et rouge) coupés en petits morceaux.
- Galli fôtôh, ou galli-fɔtɔ: du garri (ou galli, ou gali) légèrement humidifié et remué, malaxé avec un peu d'huile, avec ou sans concentré (plutôt cuit) de tomates, épices, avec ou sans ajout d'œufs brouillés.Galli fôtôh

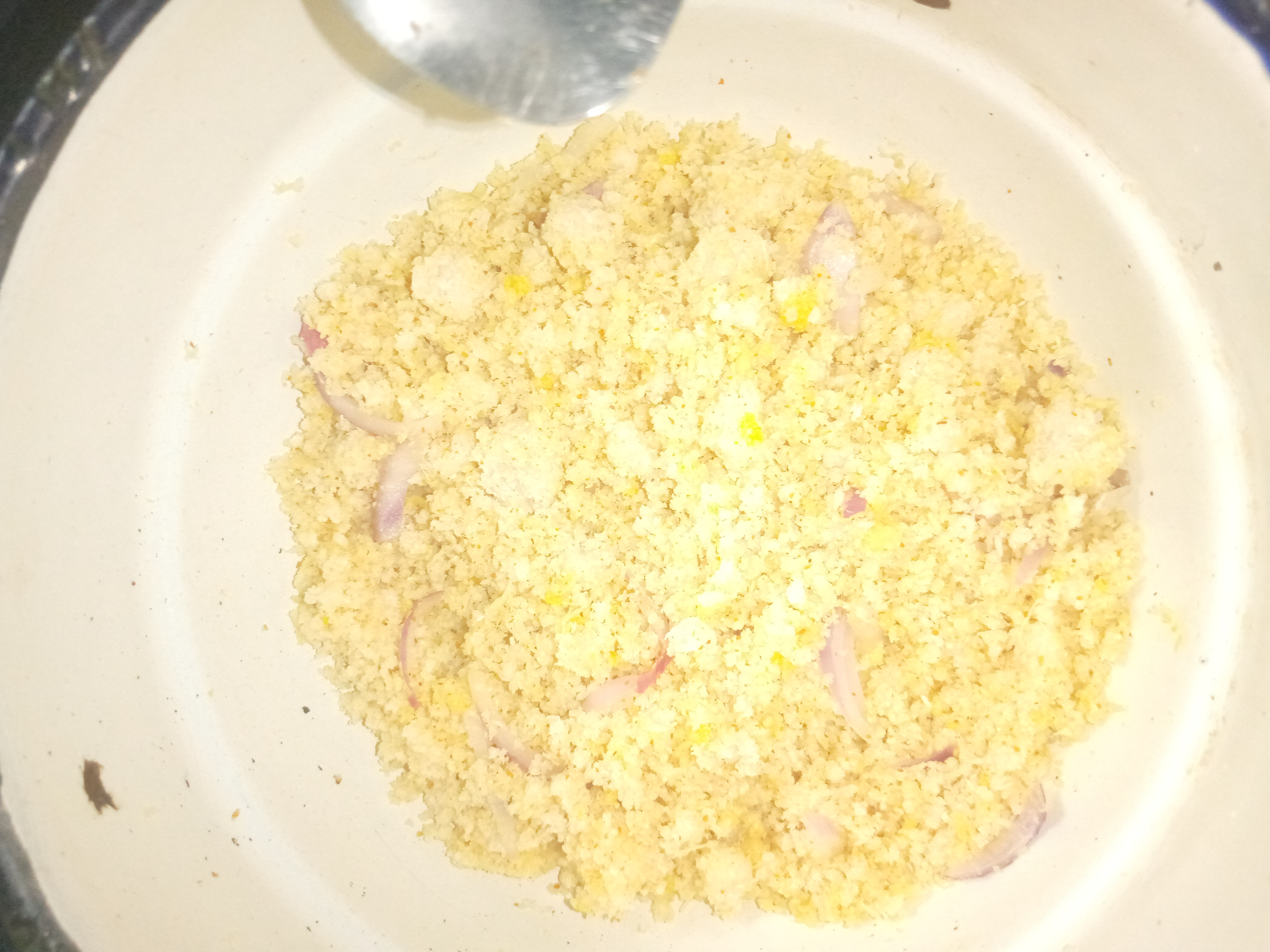
Galli fôtôh

- Carré d'agneau à la purée de patate douce
- St-Jacques poêlées au lait de coco avec de la purée de patates douces.
- Couscous de fonio et poulet fermier.
- Pinon: pâte préparée à feu vif avec du garri remué dans l'eau bouillante, au naturel ou avec de la tomate, quelques gouttes d'huile et autres assaisonnements; s'accompagne (si cuisson blanche au naturel) d'une sauce tomate qu'on a fait revenir avec du poulet frit ou braisé, ou de la viande de bœuf frite.Pinon + Gboma déssi

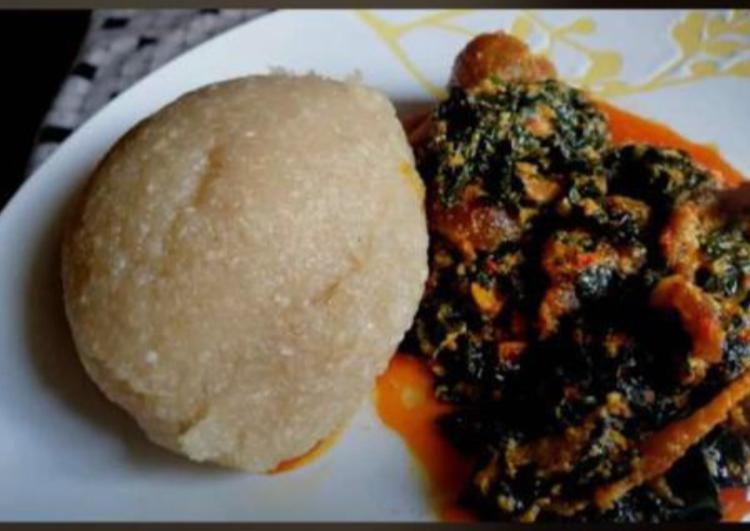
Pinon + Gboma déssi

- Djongoli: purée de haricots à l’huile de palme et à la farine de maïs; présente aussi dans la cuisine béninoise

### Petits gâteaux et autres

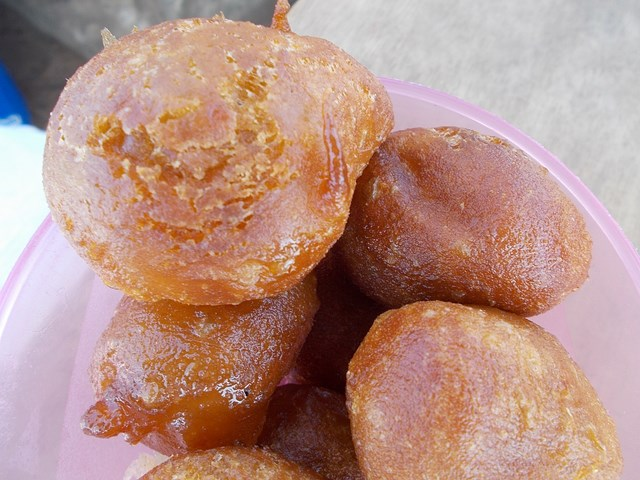
Botokoin

- Botokoin: beignet sucré dont le gout s'apparente au churros mexicain
- Kanklo: beignet de bananes très mûres
- Kanklo

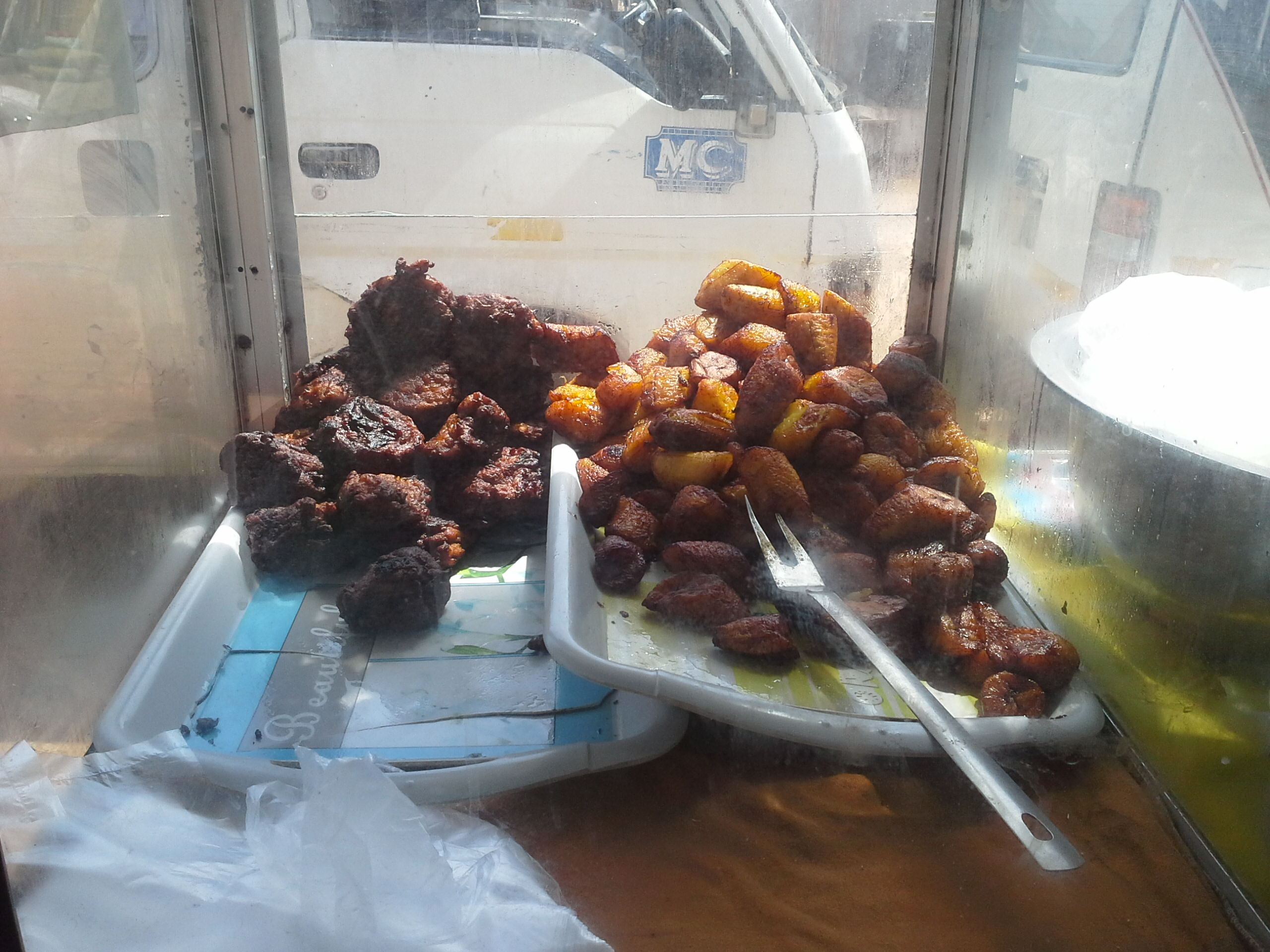
Kanklo

- Agbéli kanklo: beignet de garri; se déguste avec de la noix de cocoAgbéli kanklo + noix de coco

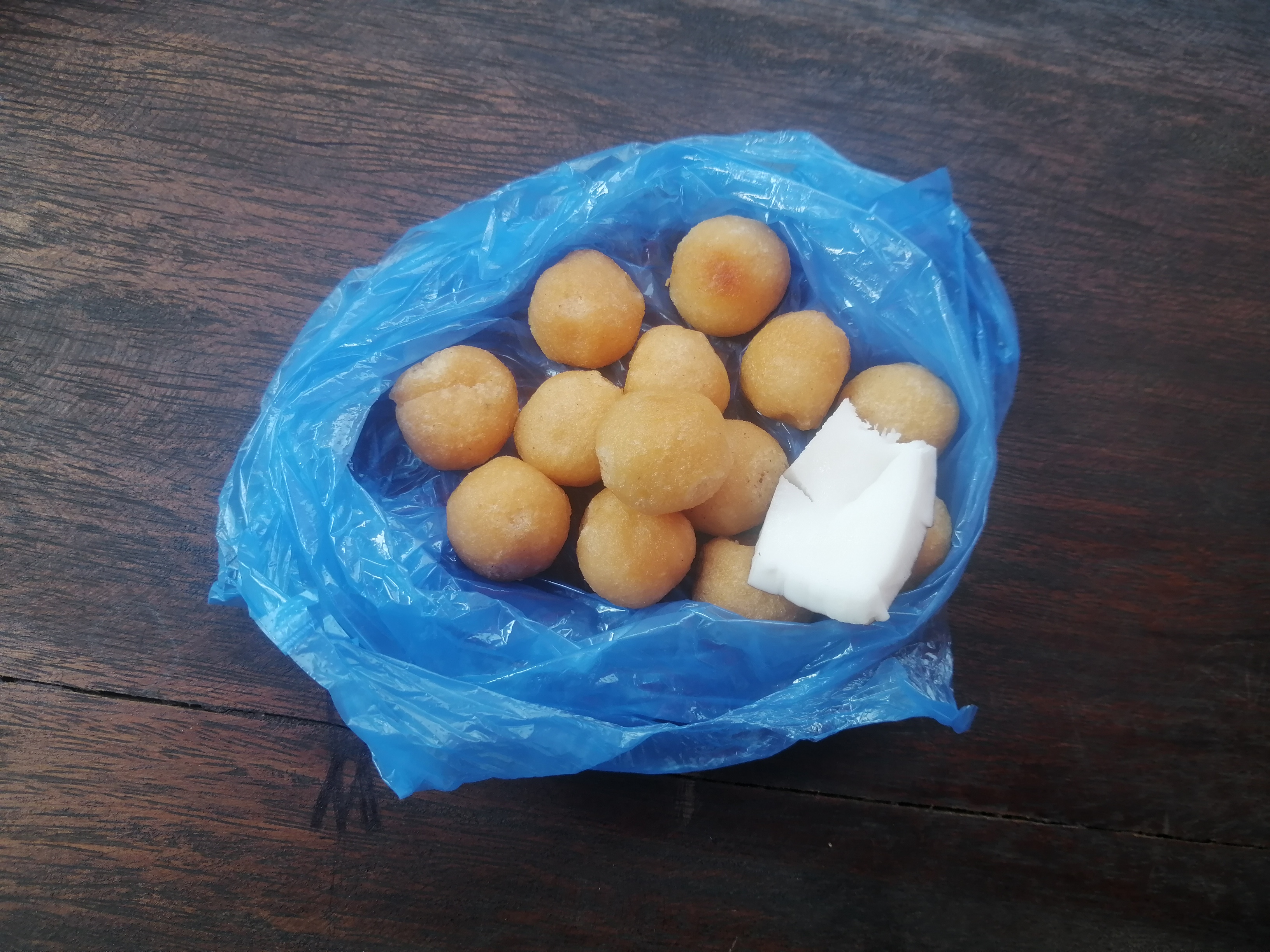
Agbéli kanklo + noix de coco

- Gâteau de poisson: fait avec une pâte croquante après cuisson à l'aspect, une variante locale de pastel[7]
- Bolou kanklo: petit gâteau rond et croquant fait de crevettes (= bolou)
- Chips de banane plantain: sucrées ou salées, on les trouve un peu partout dans le pays.Chips de banane plantain

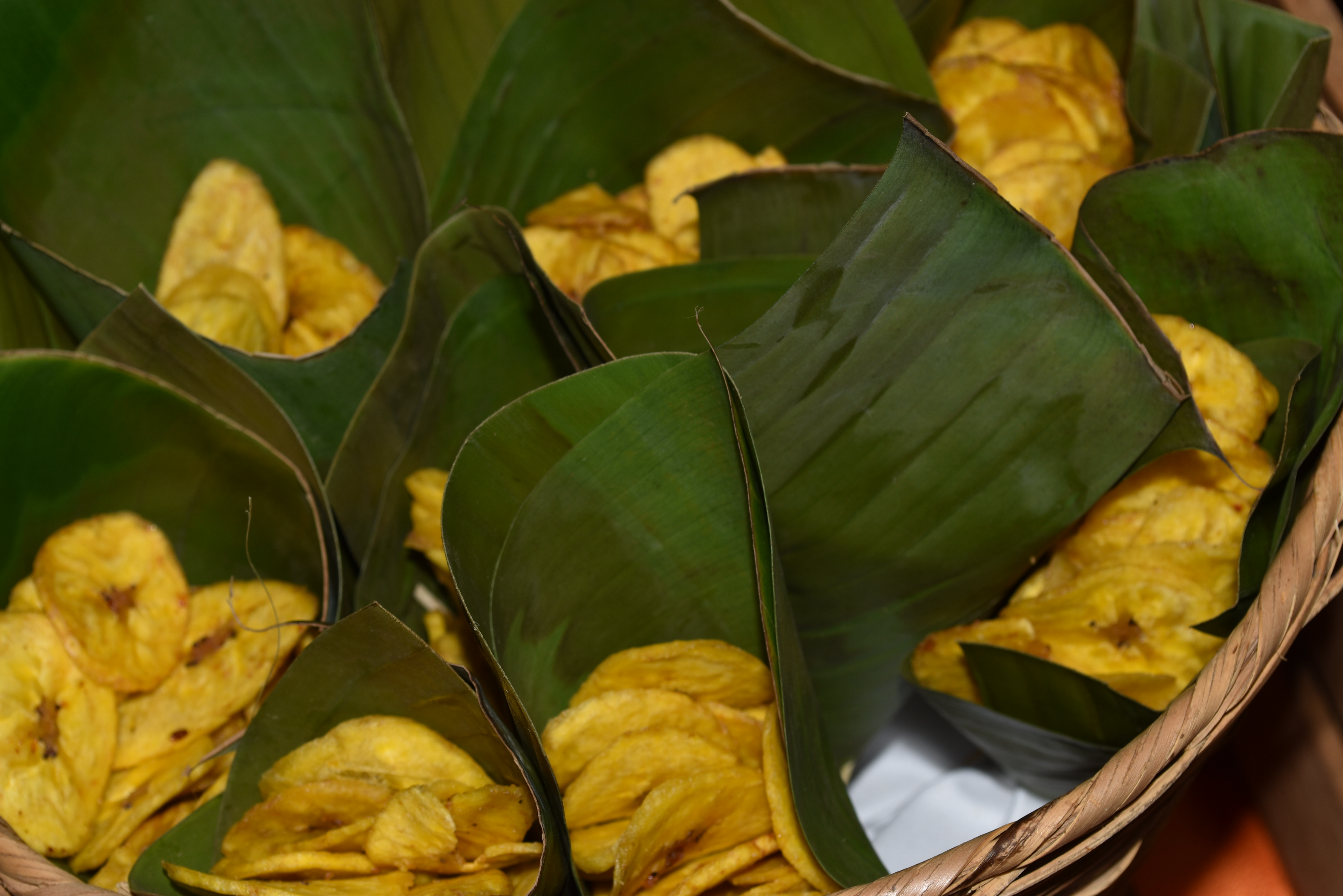
Chips de banane plantain

- Atchonmon: petits biscuits sucrés et croquants à base de farine de blé, de sucre, de beurre, d'œufs, de levure, de muscade ou d'anis et de lait, pouvant être cuits au four ou à l'huile. Ils existent sous différentes formes.
- Atchonmon

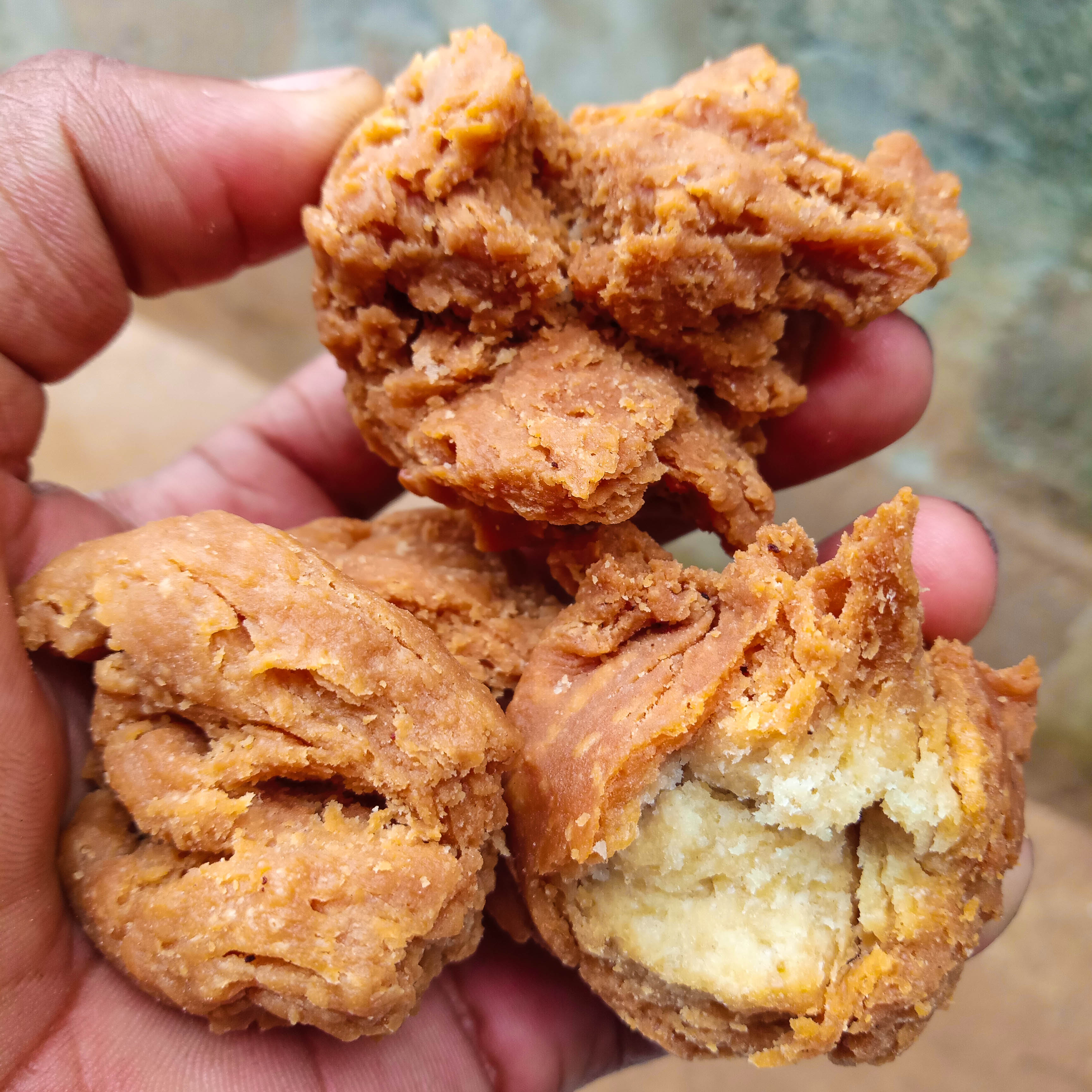
Atchonmon

- Konkada: arachides caramélisées et agglomérées, croustillantesKonkada

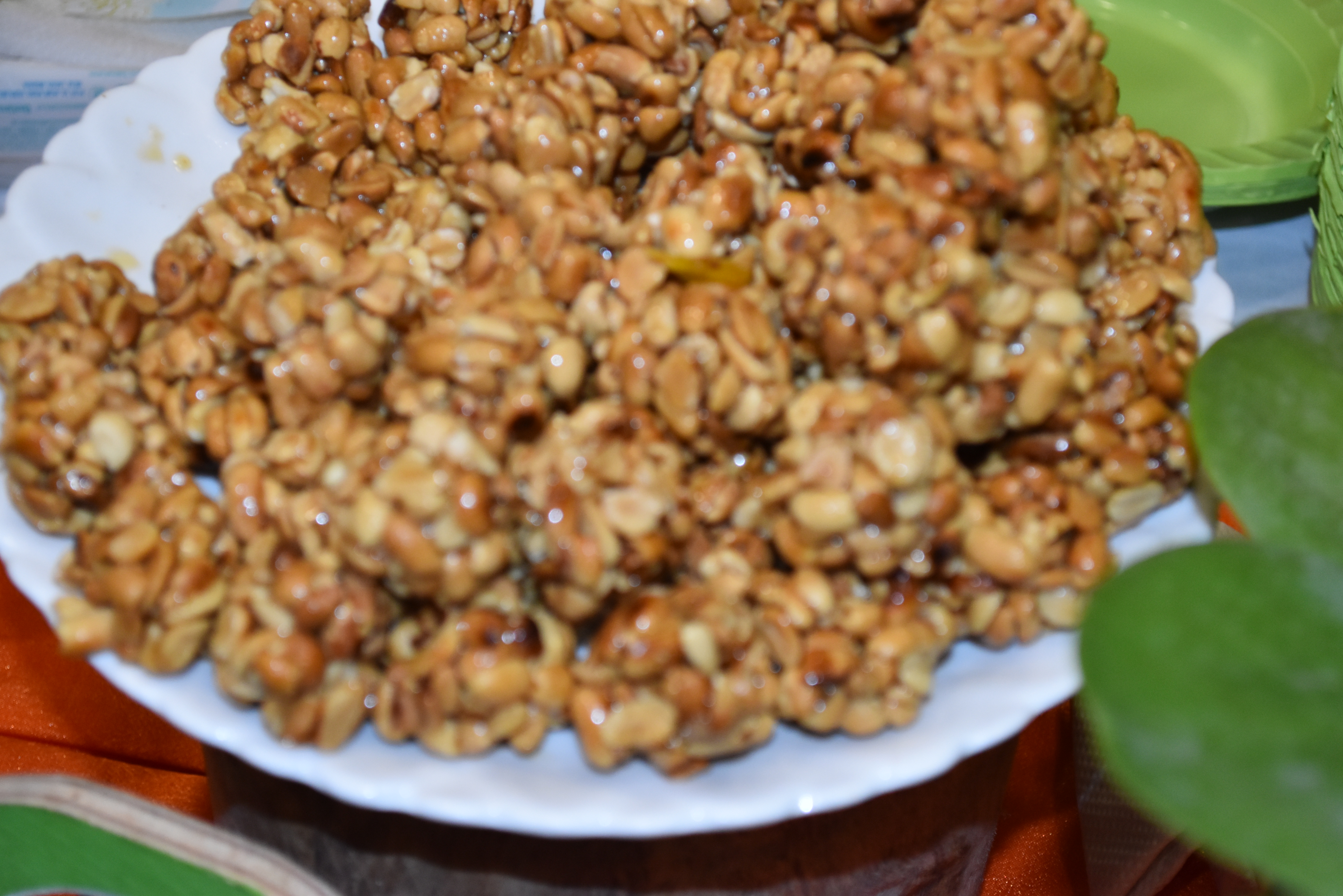
Konkada

- Louga: friandise sucrée à base de pâte d’arachide caramélisée, croustillante et fondante; une sorte de nougat tropical.
- Gagondoin: bâtonnets de pâte de maïs sucrés, frits; une sorte de gressin tropical.
- Ahayué: tout petits morceaux de banane plantain, frits et agglomérés, à la texture à la fois légèrement tendre et croquante.
- Gougoumbè: gruau sucré, onctueux et crémeux, à base de maïs.
- Aklui zogbon: bouillie (= zogbon) de petites granules (= aklui) de pâte crue et fermentée de maïs; se boit plutôt sucrée.
- Akassan: bouillie légère à base de crème de pâte fine, fermentée, sans son, de maïs; se boit sucrée..
- Molou zogbon: bouillie fluide de riz blanc; se boit sucré et (souvent) parfumée à la citronnelle.
- Tapioca zogbon: boullie de tapioca avec ajout de lait concentré sucré et (souvent) parfumée à la noix de muscade.

### Boissons traditionnelles
- Dé-ha: vin de palme, boisson (= aha ou ha, en langues ewe et guin) sucrée tirée de l'arbre du palmier (= dé) abattu ou non.Dé-ha

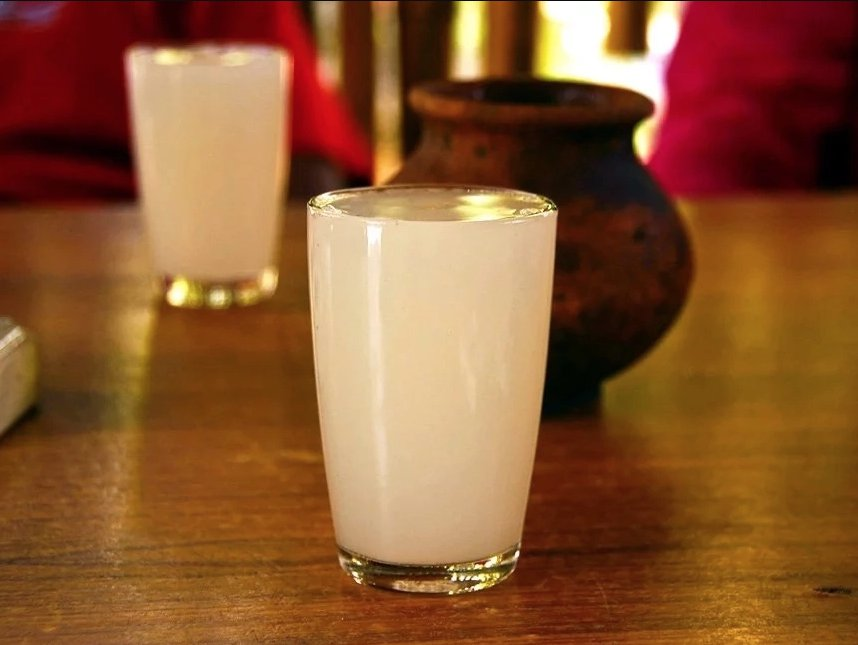
Dé-ha

- Li-ha (ou Âli-ha): boisson (= aha ou ha, en langues ewe et guin) douce, sucrée, et non alcoolisée; rafraîchissante, traditionnellement fabriquée à partir de malt (= âli en langue ewe et guin) caramélisé, à base de maïs, de mil, ou de sorgho, trempés, germés; se consomme bien fraîche.
- Li-ha

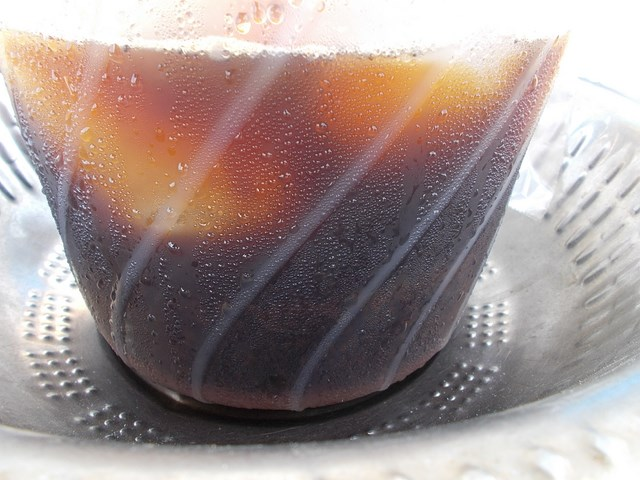
Li-ha

- Sodabi: alcool fort obtenu par distillation du dé-ha (vin de palme). Il est communément appelé ondotol ou hâ au Cameroun; koutoukou en Côte d'Ivoire; akpeteshie au Ghana; ogogoro au Nigeria.Sodabi

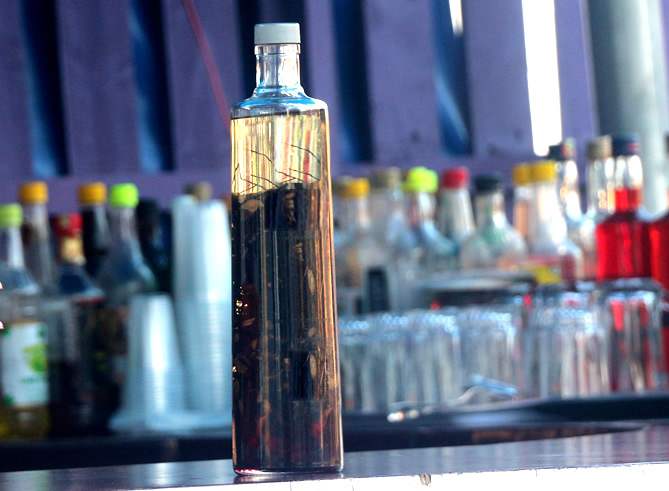
Sodabi

## Cuisine spécialisée du Nord-Togo

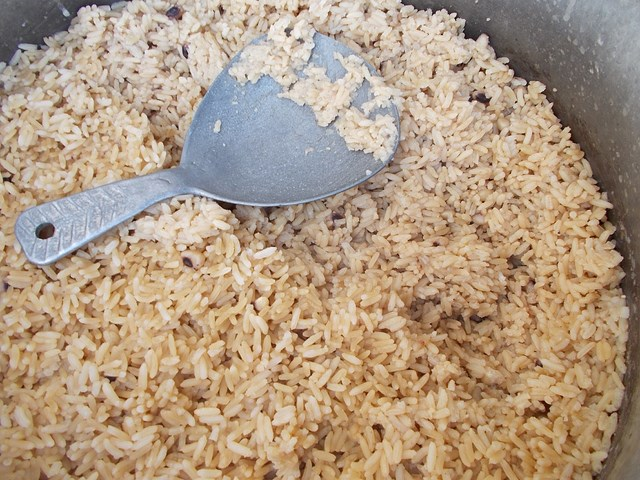
Ayimolou

- Ouatché : haricots et riz mélangés pendant la cuisson. (appelé "ayimolou" au sud du Togo)
- Wassa-wassa : couscous à base d'igname
- Timbani: beignets de haricot de la même consistance que le gâteau appelé framboisier par exemple, et agrémenté de piment rouge moulu
- Dgalele : Beignets à base de haricots et d'huile de palme cuits à la vapeur
- Touwo : Riz pâteux
- Kantarkou : Crêpe de haricot sauté aux oignons et du piment sec, consommé avec de l'huile
- Sokoro : igname pilé
- Beignets du Nord Togo
- Gawou (Ou Sowey) : Beignets de haricots épicés
- Massa : Beignets de mais et de riz sucrés
- Couscous de fonio est un plat à base de fonio

### Amuse-Gueules
- Kluiklui ou kloukloui : croustillants faits à base de l'arachide[8].
- Degue : Couscous de mil consommé généralement avec du yaourt

### Sauces
L'une des particularités de la cuisine du nord est qu'elle tire profil de la flore.
- Kodoro : Sauce à base de feuilles de baobab[10]
- Koukou : sauce de feuilles sèches de boaboab
- Gnato : Sauce à base de feuilles d'hibiscus tropicales
- Djasse.
- Mawusse.

Les liqueurs et boissons traditionnelles fermentées :
- Tchoukoutou : Bière de sorgho
- Tchakpalo : bière moins forte que le Tchoukoutou à base de sorgho

## Au niveau national

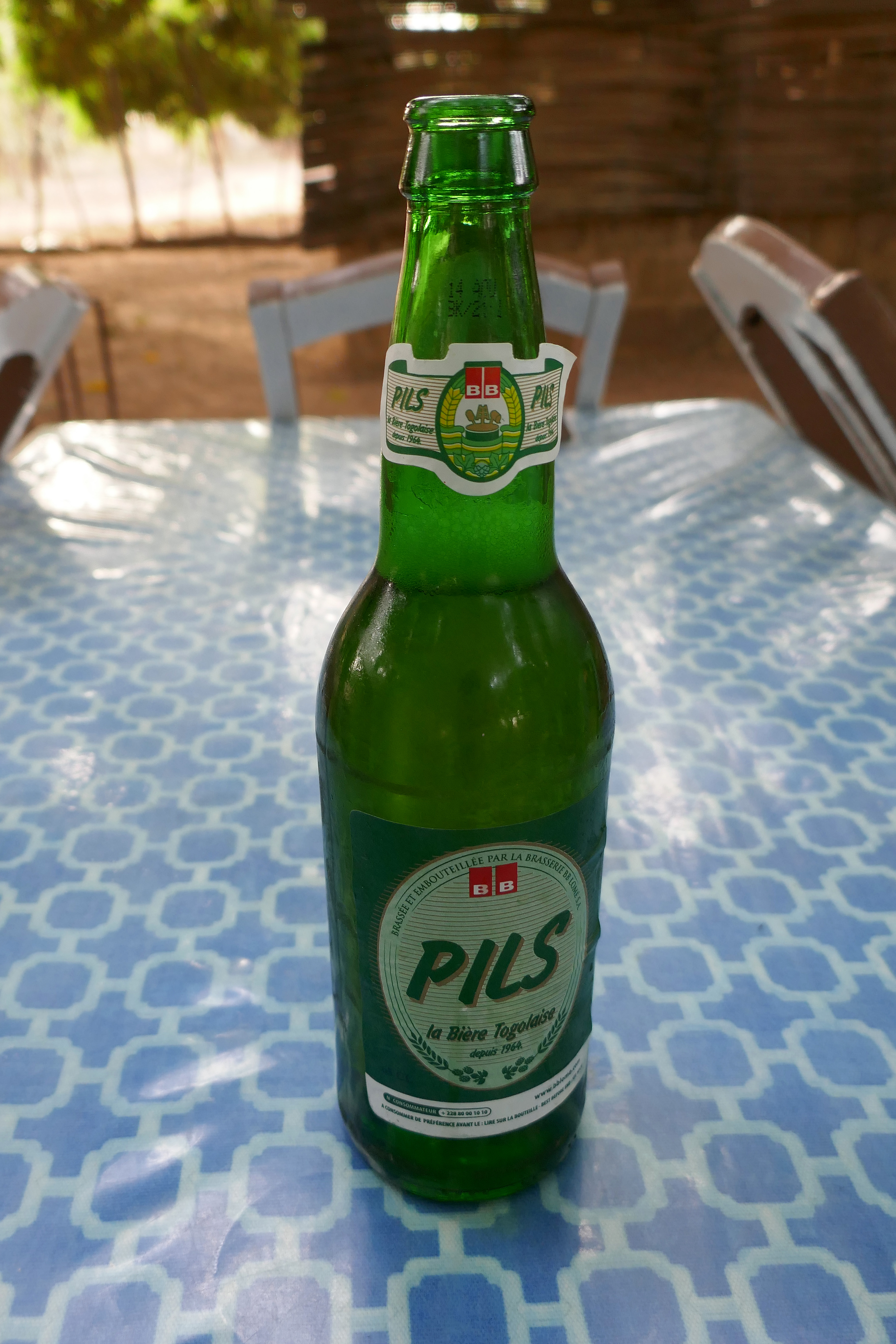
Pils, une bière togolaise.

D'autres boissons plus modernes existent et sont de production nationale suivies de celles produites sous licence par la compagnie Brasserie BB Lomé. On distingue des bières, des boissons sucrées et du vin.
Les boissons sucrées :
- Pompom[12] : un jus de pomme gazeux.
- Cocktail de fruits[13] : un jus de fruits gazeux.
- Boissons maltées : parmi les boissons maltées on distingue: Malta tonic Boisson[14] et malta guinness[15]. Elles ont une texture caramélisée.
- Pamplemousse[16] : une boisson gazeuse au arôme de pamplemousse.
- Youki mangue[17]
- Youki Ananas[18]
- Youki Orange[19]
- Youki soda water[20]
- Youki limonade[21]
- les Coca Cola[22], Fanta[23] et Sprite[24] produits au Togo avec la licence de Coca Cola Company.
- Schweppes[25]

Les bières :
- Awooyo[26] : qui est une bière brune comme le matla dont le taux d’alcool de 6,2 % et d'amertume de 38 UA.
- Boissons énergisantes : cette gamme de produit est composé du : sport actif[27] qui a remplacé le Bitter Lemon ; xxl energy[28].
- Lager : une bière blonde.
- Flag[29] : la version togolaise plus fruitée brassée sous licence.
- Guinness[30]: marque de la multinationale Diageo elle est embouteillée sous licence.
- Beaufort LAGER[31]
- EKU[32]: une bière de la société Brauerei Felsenkeller brassée au Togo. Elle a un taux d'alcool de 5,4 % et d'une amertume de 26 UA.
- Castel Beer[33]: bière du groupe BGI, elle est lancée au Togo depuis décembre 2004.
- Pils[34]: elle est brassée depuis 1964. Elle a un taux d'alcool de 5,1 %